# 弗朗西斯科萨
弗朗西斯科萨是巴西米纳斯吉拉斯州的一个市镇。总面积2749.393平方公里，总人口24838人，人口密度9人/平方公里。